# Campionati europei di pattinaggio di velocità 2024 - 500 m maschile
L'evento dei 500m maschile dei Campionati europei di pattinaggio di velocità 2024 si è svolto il 7 gennaio 2024 alla Thialf di Heerenveen, nei Paesi Bassi.

## Risultati
| Pos | Pair | Corsia | Atleta                      | NOC           | Tempo | Diff  |
| --- | ---- | ------ | --------------------------- | ------------- | ----- | ----- |
| 1   | 7    | i      | Jenning de Boo              | Paesi Bassi   | 34.48 |       |
| 2   | 7    | o      | Marten Liiv                 | Estonia       | 34.78 | +0.30 |
| 3   | 10   | i      | Marek Kania                 | Polonia       | 34.86 | +0.38 |
| 4   | 1    | o      | Stefan Westenbroek          | Paesi Bassi   | 34.93 | +0.45 |
| 5   | 5    | i      | Piotr Michalski             | Polonia       | 34.94 | +0.46 |
| 6   | 6    | o      | David Bosa                  | Italia        | 34.96 | +0.48 |
| 7   | 8    | o      | Damian Żurek                | Polonia       | 35.06 | +0.58 |
| 8   | 10   | o      | Nil Llop                    | Spagna        | 35.16 | +0.68 |
| 9   | 8    | i      | Janno Botman                | Paesi Bassi   | 35.21 | +0.73 |
| 10  | 9    | o      | Håvard Holmefjord Lorentzen | Norvegia      | 35.29 | +0.81 |
| 11  | 6    | i      | Pål Myhren Kristensen       | Norvegia      | 35.31 | +0.83 |
| 12  | 9    | i      | Bjørn Magnussen             | Norvegia      | 35.38 | +0.90 |
| 13  | 4    | o      | Mathias Vosté               | Belgio        | 35.47 | +0.99 |
| 14  | 5    | o      | Hendrik Dombek              | Germania      | 35.66 | +1.18 |
| 15  | 3    | o      | Moritz Klein                | Germania      | 35.70 | +1.22 |
| 16  | 4    | i      | Maximilian Strübe           | Germania      | 35.83 | +1.35 |
| 17  | 2    | o      | Cornelius Kersten           | Template:GBR2 | 35.98 | +1.50 |
| 18  | 3    | i      | Ignaz Gschwentner           | Austria       | 36.08 | +1.60 |
| 19  | 2    | i      | Juuso Lehtonen              | Finlandia     | 36.82 | +2.34 |
| 20  | 1    | i      | Botond Bejczi               | Ungheria      | 37.04 | +2.56 |